# 小西せな
小西せな（こにしせな、芸名：せななん、1991年8月14日 - ）は日本の起業家、ファッションモデル、アーティスト。三重県伊勢市出身。

## 来歴
高校卒業後、就職するもその一年後に上京。KRYclothing等のアパレルブランドのモデル、ソロアーティスト、ストロベリー症候群のメンバーといった活動を行う。
2019年にバンドグループHOTVOXのドラム担当のOFFPACOと結婚、同時に妊娠中だということを公表。
2020年第一子出産。
2022年株式会社anonenoneを設立。